# Salacca
Salacca ist eine Pflanzengattung innerhalb der Familie Palmengewächse (Arecaceae). Die rund 20 Arten sind in Südostasien verbreitet. Wegen ihrer Früchte wird die Salakpalme (Salacca zalacca) angebaut. Es sind fast stammlose Palmen, die Dickichte bilden.

## Merkmale

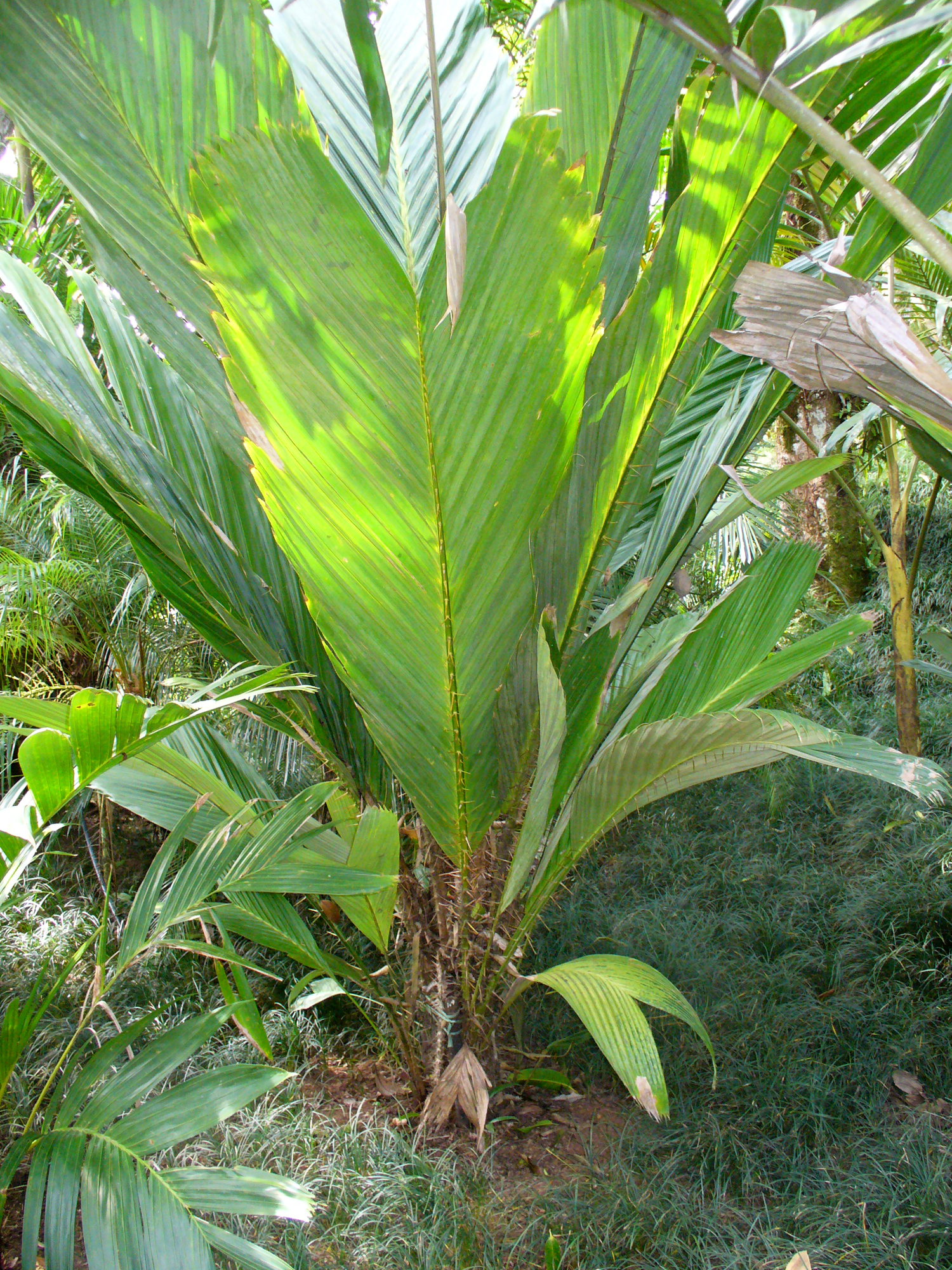
Habitus und Blätter von Salacca magnifica

Die Salacca-Arten besitzen meist keinen Stamm, bilden mehrere Kronen, sind bestachelt und zweihäusig (diözisch).
Der Stamm befindet sich unterirdisch und liegend, seltener oberirdisch und aufrecht. Meist ist er durch die Blattbasen verdeckt. Die Internodien sind kurz, häufig bilden sie zahlreiche Adventivwurzeln.
Die Chromosomenzahl beträgt 2n = 28.

### Blätter
Die Blätter sind klein bis robust, gefiedert oder ganz oder zweiteilig. Die Blattscheide zerreißt längs gegenüber dem Blattstiel. Der unterste Teil ist unbewehrt, der Rest ist zerstreut bis dicht mit Stacheln besetzt. Der Blattstiel ist sehr variabel mit Stacheln und Schuppen besetzt. Die Rhachis ist wie der Blattstiel bewehrt, wenn auch geringer. Die Fiederblättchen von gefiederten Arten sind einfach gefaltet mit Ausnahme der endständigen. Sie sind gerade oder sigmoidal, am Ende zugespitzt, seltener gelappt. Sie können entlang der Mittelrippen und an den Blatträndern unterschiedlich stark mit kurzen Stacheln bewehrt sein. Das endständige Paar Fiederblättchen ist zusammengesetzt. Bei ganzen oder zweiteiligen Blättern ist das Blattende tief zweilappig bis fast ganzrandig. Die Blattunterseite ist häufig stark mehlig behaart. Die Mittelrippen treten an der Blattunterseite deutlich hervor.

### Blütenstände
Die Blütenstände stehen in den Blattachseln und sind zunächst von der Blattscheide ihres Tragblattes eingehüllt. Dieses reißt entlang der Mittellinie auf, durch die Öffnung gelangt der Blütenstand ins Freie. Er ist meist kurz, manchmal ährig, meist aber ein- oder zweifach verzweigt. Manchmal ist der Blütenstand im Detritus verborgen. Sehr selten ist er peitschenförmig mit einer Spitze, die sich in eine vegetative Achse verwandelt, sich bewurzelt und zu einer selbstständigen Pflanze heranwächst. Männliche Blütenstände sind meist eine Ordnung höher verzweigt als weibliche. Der Blütenstandsstiel ist meist kurz, das Vorblatt wenig auffällig und häufig in der Blattscheide des Tragblatts verborgen. Es ist röhrig, zweikielig. Es gibt mehrere Hochblätter am Blütenstandsstiel, diese sind an der Basis röhrig. Die Blütenstandsachse ist meist länger als der Stiel, ihre Hochblätter ähneln denen am Stiel. Die Seitenachsen sind zylindrisch, kätzchenartig und können im Hochblatt versteckt oder frei sein. Die Tragblätter der Blüten bilden eine Spirale und können miteinander verwachsen sein.

### Blüten
Die männlichen Blüten stehen zu zweit (in Dyaden) und haben zwei kleine Hochblätter, die manchmal gespalten oder auch miteinander verwachsen sind. Der Kelch ist röhrig und dreilappig, manchmal fast bis zur Basis gespalten. Die Krone besitzt eine kurze, stielartige Basis und eine lange Röhre, die in drei dreieckigen Lappen endet. Die sechs Staubblätter stehen am Ende der Kronröhre, ihre Filamente sind kurz und die Antheren sind rundlich bis länglich. Das Stempelrudiment ist sehr klein bis fehlend. Der Pollen ist kugelig oder an den Polen abgeflacht. Die Keimöffnung (Apertur) ist ein meridional sitzender Zonasulcus (ringförmige Keimfalte), manchmal auch nicht vollständig ringförmig. Die längste Achse ist 22 bis 34 Mikrometer lang.
Die weiblichen Blüten stehen einzeln oder in Dyaden mit einer sterilen männlichen Blüte. Diese gleicht den fertilen, allerdings bleiben die Antheren leer. Der Kelch ist an der Basis röhrig und hat drei dreieckige, längsgefurchte Lappen. Die Krone ist ähnlich mit drei dreieckigen, klappenartigen Lappen. Es gibt sechs Staminodien, die am Eingang der Kronröhre ansetzen. Die Staubfäden sind meist länglich, die Antheren sind pfeilförmig und leer. Das Gynoeceum besteht aus drei Fächern mit je einer Samenanlage und ist mit flachen, glatten oder spitzigen Schuppen besetzt. Die drei fleischigen Narben sind zur Blüte zurückgebogen. Die Fächer sind unvollständig geteilt, die Samenanlagen stehen an der Basis und sind anatrop.

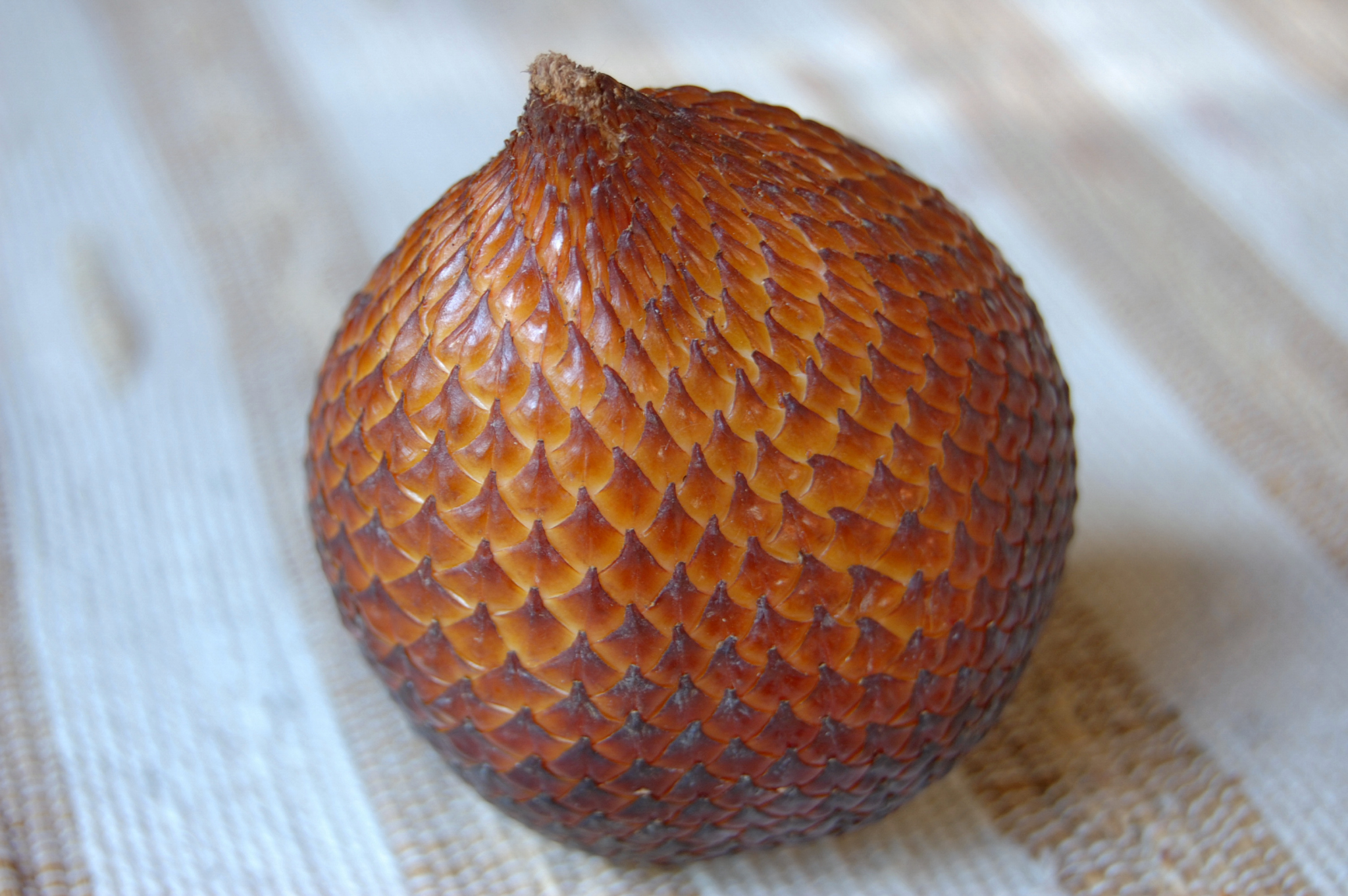
Frucht von Salacca zalacca

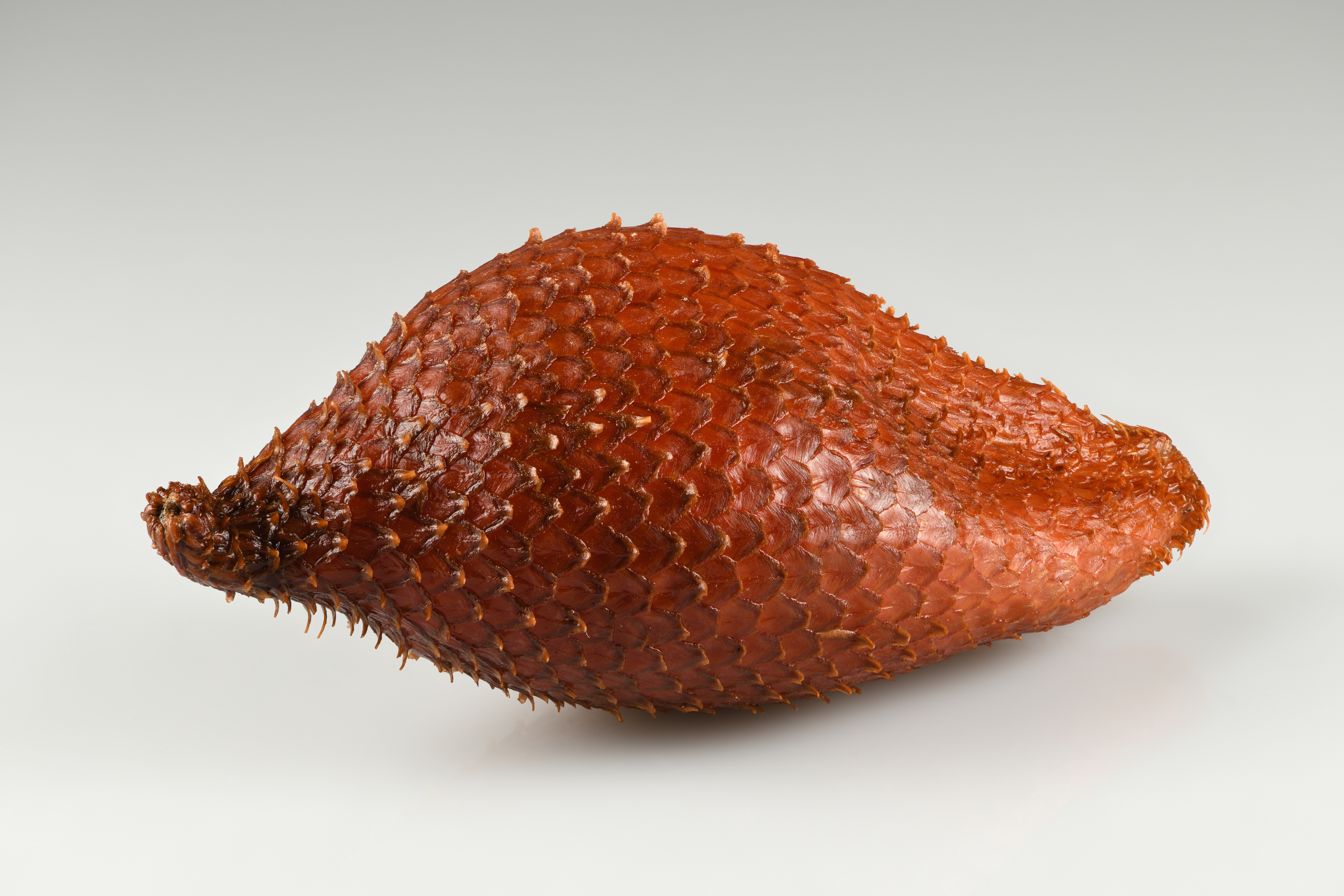
Frucht von Salacca wallichiana

### Früchte und Samen
Die Früchte enthalten meist drei Samen, selten einen oder zwei. Sie sind kugelig bis birnenförmig oder ellipsoidisch. Der Narbenrest steht apikal. Das Exokarp ist mit leicht unregelmäßigen, senkrechten Reihen von Schuppen besetzt, die Schuppenspitzen sind spitz oder glatt. Das Mesokarp zur Reife sehr dünn, das Endokarp ist nicht differenziert. Die Samen sitzen basal und bilden ein Drittel oder eine Hälfte einer Kugel, je nach Anzahl der Samen pro Frucht. Ihre Sarcotesta ist sehr dick, sauer oder süß, die innere Samenhaut ist sehr dünn. Das Endosperm ist homogen. Der Embryo sitzt basal.

## Verbreitung und Standorte
Das Areal der Gattung Salacca reicht von Myanmar und Indochina nach Süden und Osten bis Borneo, Java und die Philippinen. Die Salakpalme ist ursprünglich in Java und Sumatra heimisch und wurde auf die Malaiische Halbinsel, Borneo, Celebes, die Molukken und Bali eingeführt. Die größte Artenvielfalt findet sich auf der Malaiischen Halbinsel und auf Borneo.
Die Arten sind Pflanzen des Unterwuchs von primären tropischen Regenwäldern. Da sie als Lieferanten von Früchten und Bauholz geschätzt werden, werden sie bei Rodungen häufig stehengelassen. Viele der Arten wachsen vorwiegend in sumpfigen Talböden, wo sie dornige, undurchdringliche Dickichte bilden. Andere Arten wachsen eher an Hügelhängen oder auf Kuppen. Salacca rupicola wächst auf Kalksteinfelsen.

## Systematik und Verbreitung
Der Gattungsname Salacca ist die latinisierte Form des malaiischen Namens salak. Die Gattung Salacca wird innerhalb der Familie Arecaceae in die Unterfamilie Calamoideae, Tribus Calameae gestellt. Hier bildet sie zusammen mit ihrer Schwestergattung Eleiodoxa die Subtribus Salaccinae.
Salacca Reinw. ist bislang eine monophyletische Gruppe, obwohl die als problematisch bekannte Art Salacca secunda, die Merkmale von Salacca und solche von Eleiodoxa besitzt, noch nicht molekulargenetisch untersucht wurde.
Die Gattung Salacca ist vom östlichen Himalaja über das südliche-zentrale China bis ins westliche Malesien weitverbreitet.
In der World Checklist of Selected Plant Families der Royal Botanic Gardens, Kew, werden folgenden Arten anerkannt:
- Salacca acehensis Mogea & Zumaidar: Die 2014 erstbeschriebene Art kommt im nördlichen Sumatra vor.[1]
- Salacca affinis Griff.: Sie ist im westlichen Malesien verbreitet.
- Salacca bakeriana J.Dransf.: Die Heimat ist Sarawak auf Borneo.
- Salacca clemensiana Becc.: Das Verbreitungsgebiet reicht von den Philippinen bis Borneo.
- Salacca dolicholepis Burret: Die Heimat ist Sabah auf Borneo.
- Salacca dransfieldiana Mogea: Die Heimat ist Kalimantan auf Borneo.
- Salacca flabellata Furtado: Die Heimat ist Malaysia.
- Salacca glabrescens Griff.: Das Verbreitungsgebiet reicht von Thailand bis Malaysia.
- Salacca graciliflora Mogea: Die Heimat ist Malaysia.
- Salacca griffithii A.J.Hend.: Die Heimat reicht vom südwestlichen Yunnan bis Myanmar und den nordwestlichen Thailand.
- Salacca lophospatha J.Dransf. & Mogea: Die Heimat ist Sabah auf Borneo.
- Salacca magnifica Mogea: Die Heimat ist Sarawak auf Borneo.
- Salacca minuta Mogea: Die Heimat ist Malaysia.
- Salacca multiflora Mogea: Die Heimat ist Malaysia.
- Salacca ramosiana Mogea: Sie ist auf den Philippinen und nördlichen Borneo verbreitet.
- Salacca rupicola J.Dransf.: Die Heimat ist Sarawak auf Borneo.
- Salacca sarawakensis Mogea: Die Heimat ist Sarawak auf Borneo.
- Salacca secunda Griff.: Das Verbreitungsgebiet reicht vom indischen Bundesstaat Arunachal Pradesh bis zum nördlichen Myanmar.
- Salacca stolonifera Hodel: Die Heimat ist Thailand.
- Salacca sumatrana Becc.: Die Heimat ist Sumatra.
- Salacca vermicularis Becc.: Die Heimat ist Borneo.
- Salacca wallichiana Mart.: Das Verbreitungsgebiet reicht von Thailand bis Myanmar.
- Salacca zalacca (Gaertn.) Voss: Das Verbreitungsgebiet reicht vom südlichen Sumatra bis zum südwestlichen Java.

## Nutzung
Die Salakpalme (Salacca zalacca) wird in weiten Teilen Südostasiens wegen ihrer schmackhaften Früchte angebaut. Die Früchte weiterer Arten werden ebenfalls gegessen, sind aber teils sehr sauer.

## Belege
- John Dransfield, Natalie W. Uhl, Conny B. Asmussen, William J. Baker, Madeline M. Harley, Carl E. Lewis: Genera Palmarum. The Evolution and Classification of Palms. Zweite Auflage, Royal Botanic Gardens, Kew 2008, ISBN 978-1-84246-182-2, S. 172–175.